# Volkswagen Passat B2
O Volkswagen Passat B2 é um automóvel produzido pela fabricante alemã Volkswagen de 1981 a 1988. Foi a segunda geração do Volkswagen Passat, cuja plataforma era um pouco mais longa que a do anterior Passat B1. Assim como a geração anterior, ele foi baseado na plataforma do Audi 80; a versão B2 correspondente já havia sido lançada em 1978. O Santana também foi fabricado na China, Brasil, México (como Corsar, de 1984 a 1988) e Argentina (como Carat entre 1987 e 1991). No Brasil, a perua Santana também foi fabricada e foi vendida como Quantum. Nos Estados Unidos, tanto o sedã quanto a perua Santana foram vendidos como Quantum'. O sedã e a perua Passat foram produzidos na África do Sul para o mercado local até 1987. A produção do Passat B2 na China terminou em janeiro de 2013.

## História
As configurações da carroceria do Passat B2 incluíam hatchback, Variant (carrinha/perua) e um sedã de três volumes que, até a reestilização de 1985, era comercializado como Volkswagen Santana na Europa. Na maioria dos mercados, os níveis de equipamento foram renomeados de L/LS/GLS para CL/GL/CD. A Syncro Variant com tração nas quatro rodas foi introduzida em abril de 1984, inicialmente apenas com o motor de cinco cilindros de 2 litros. Em agosto, a opção mais potente de 2,2 litros foi adicionada.
Assim como a geração anterior, o Passat B2 foi vendido principalmente com motores a gasolina e diesel de quatro cilindros. Ao contrário de seu antecessor, no entanto, as versões topo de linha receberam motores Audi ou VW de cinco cilindros de 1,9–2,2 litros. Além de caixas de câmbio manuais de quatro e cinco marchas e automáticas de três marchas, o Passat/Santana também estava disponível com a interessante transmissão 4+E da Volkswagen. Esta, também chamada de "Formel E", tinha uma quarta marcha overdrive e uma quinta marcha ainda mais alta, que combinada com um mecanismo de roda livre para fornecer melhor quilometragem de gás, mas desempenho menos impressionante. Originalmente, esta era a única transmissão de cinco marchas oferecida com o Passat B2.. Um stop/start automático também estava disponível em alguns mercados.
O sistema de tração nas quatro rodas usado no Passat Variant Syncro compartilhava a mecânica do Audi 80 quattro em vez do Volkswagen Golf Syncro. Quando mostrado pela primeira vez, no Salão do Automóvel de Frankfurt de 1983, o carro deveria ser chamado de "Passat Tetra".  A placa inferior do Syncro era quase totalmente diferente, exigindo um túnel de transmissão, um tanque de gasolina realocado e nenhum poço de pneu sobressalente (para abrir espaço para o complexo conjunto do eixo traseiro). Ao contrário do Audi 80 quattro relacionado, que usava uma configuração de roda dianteira invertida, o eixo traseiro era uma unidade do Volkswagen Transporter adaptada que permitia manter um piso de carga plano. Apenas a perua mais popular foi considerada digna de reengenharia, para não oferecer concorrência direta com o Audi 80 quattro somente para sedãs. O Syncro também estava disponível no mercado americano, apenas com o motor de cinco cilindros.

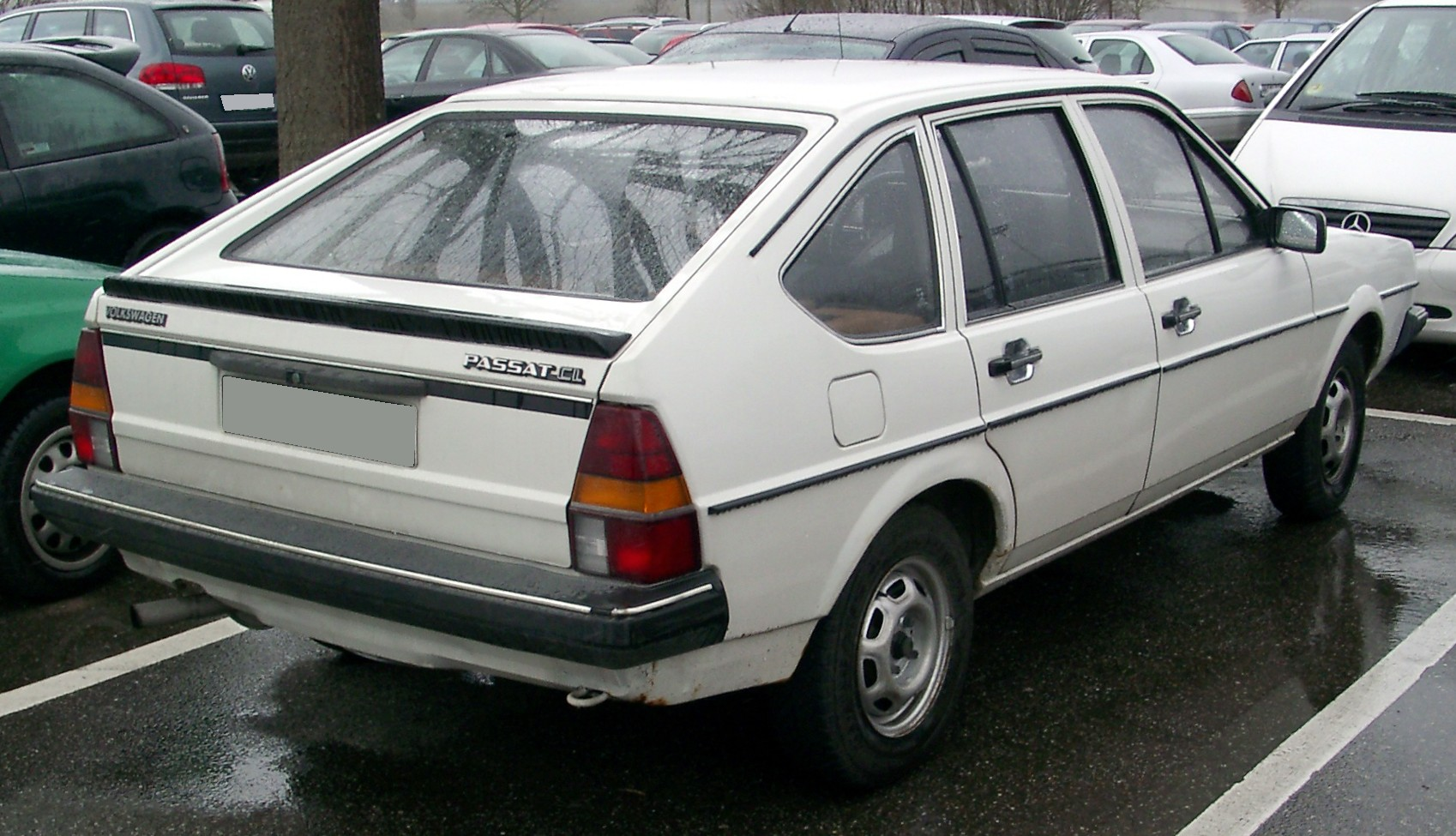
Passat B2 hatchback 5 portas pré-facelift
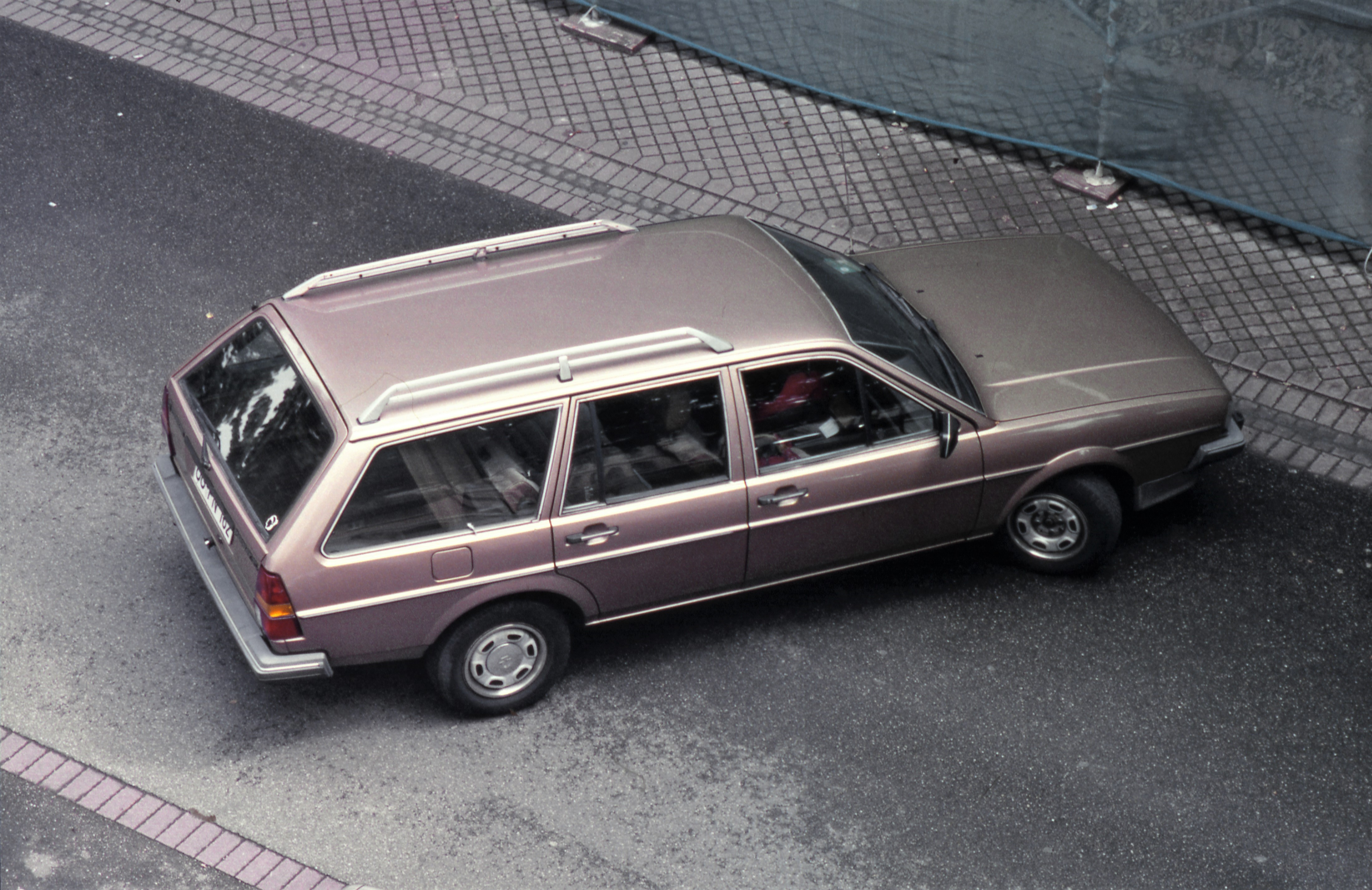
Passat B2 Variant 1982
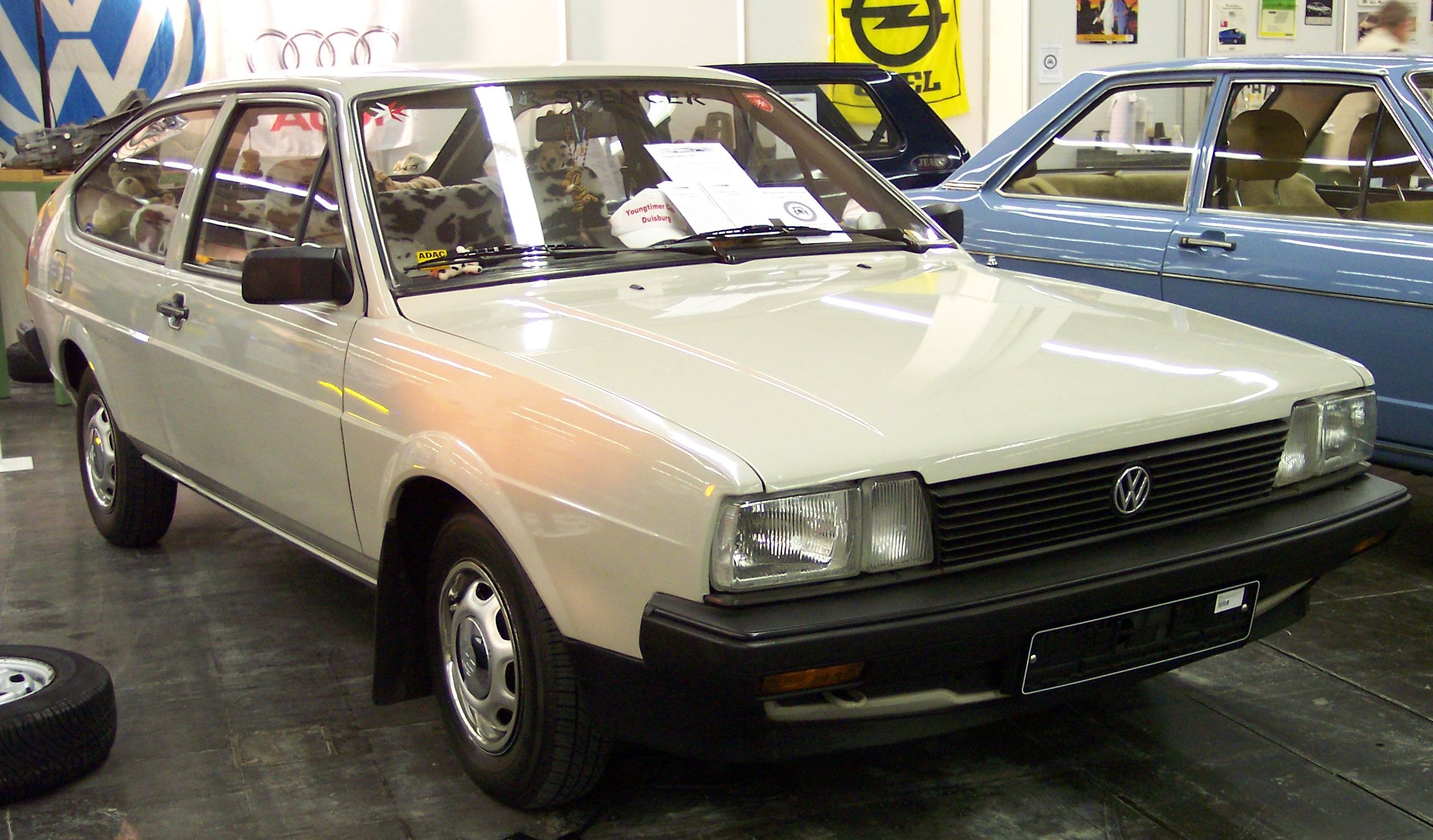
Volkswagen Passat B2 hatchback 3 portas (Europa)

### IRVW II
O IRVW II é um Passat B2 modificado de 1980. Ele foi produzido para pesquisas sobre economia de combustível em automóveis.

### Reestilização de 1985
Em janeiro de 1985, a linha recebeu uma reestilização com para-choques, interior e grade frontal revisados. As versões hatchbacks também receberam um novo design traseiro, com lanternas traseiras largas substituindo as unidades altas e finas anteriores. Ele também tem um pequeno spoiler integrado na traseira e um para-brisa traseiro embutido para menor resistência ao vento e uma aparência menos desordenada. O hatchback de três portas foi descontinuado enquanto o nome Santana foi descartado na Europa. O nome do sedã, bem como a frente, eram agora os mesmos do hatchback e da perua, e o pequeno acréscimo de preço do sedã foi eliminado. O Passat GT era um novo modelo, disponível como liftback ou perua. O Variant agora também estava disponível com o menor motor de 1,3 litros.
O Passat Variant Syncro, depois de alguns meses em produção no design pré-reestilização, também foi atualizado junto com o resto da linha. Seu equipamento e aparência agora estavam alinhados com o acabamento GT, incluindo as rodas de liga leve. Todos os Passat de cinco cilindros receberam direção hidráulica como equipamento padrão, para minimizar os efeitos do maior peso deste motor. Os níveis de equipamento foram aumentados um pouco, mas ainda eram espartanos, mesmo para o padrão da época. O Passat CL de nível médio agora recebia apenas luzes indicadoras para o freio de estacionamento e nível do fluido de freio, mas estas ainda não estavam instaladas no Passat C. Em agosto de 1985, uma versão catalisada do Syncro de cinco cilindros de 2,2 litros foi introduzida, produzindo 120 cv. Em janeiro de 1986, o programa Syncro foi expandido ainda mais com um modelo C, equipado com o motor de quatro cilindros em linha de 1,8 litros e 90 cv catalisado.
Em 31 de março de 1988, a produção terminou (embora os modelos Syncro continuassem em produção até junho) com 3.345.248 produzidos na Alemanha. A produção mundial totalizou aproximadamente 4,5 milhões de unidades.

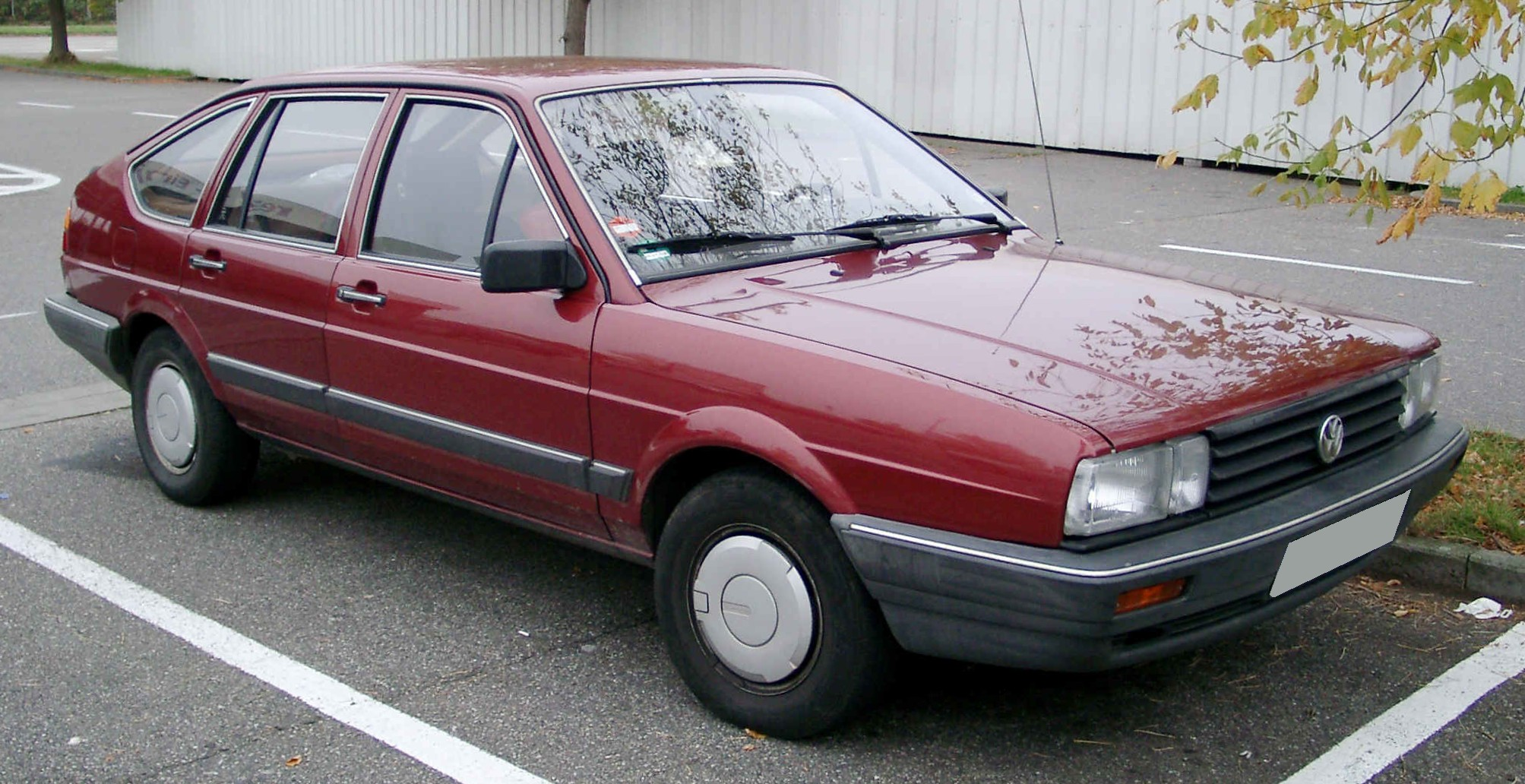
Passat hatchback pós-facelift
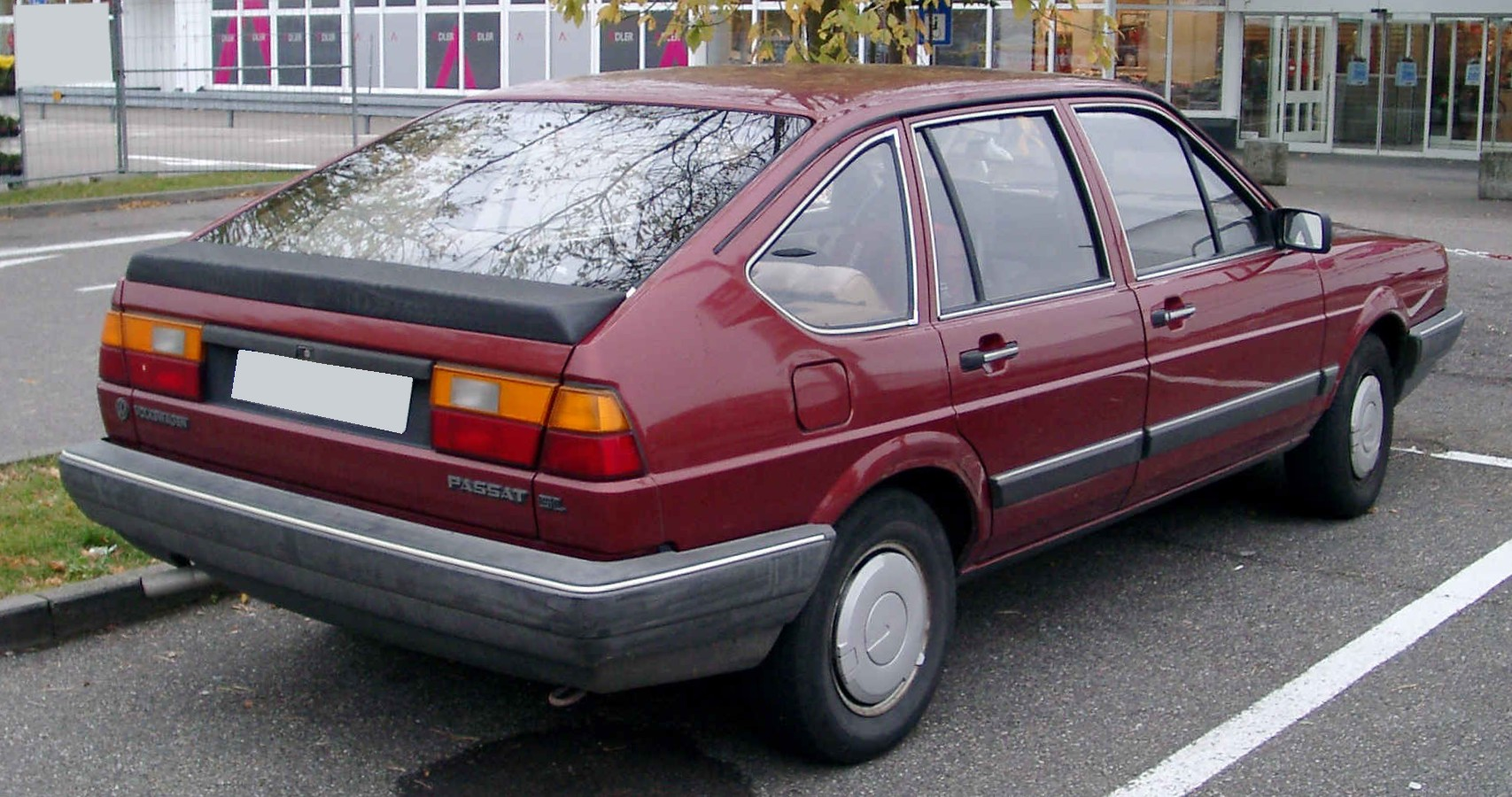
Vista traseira
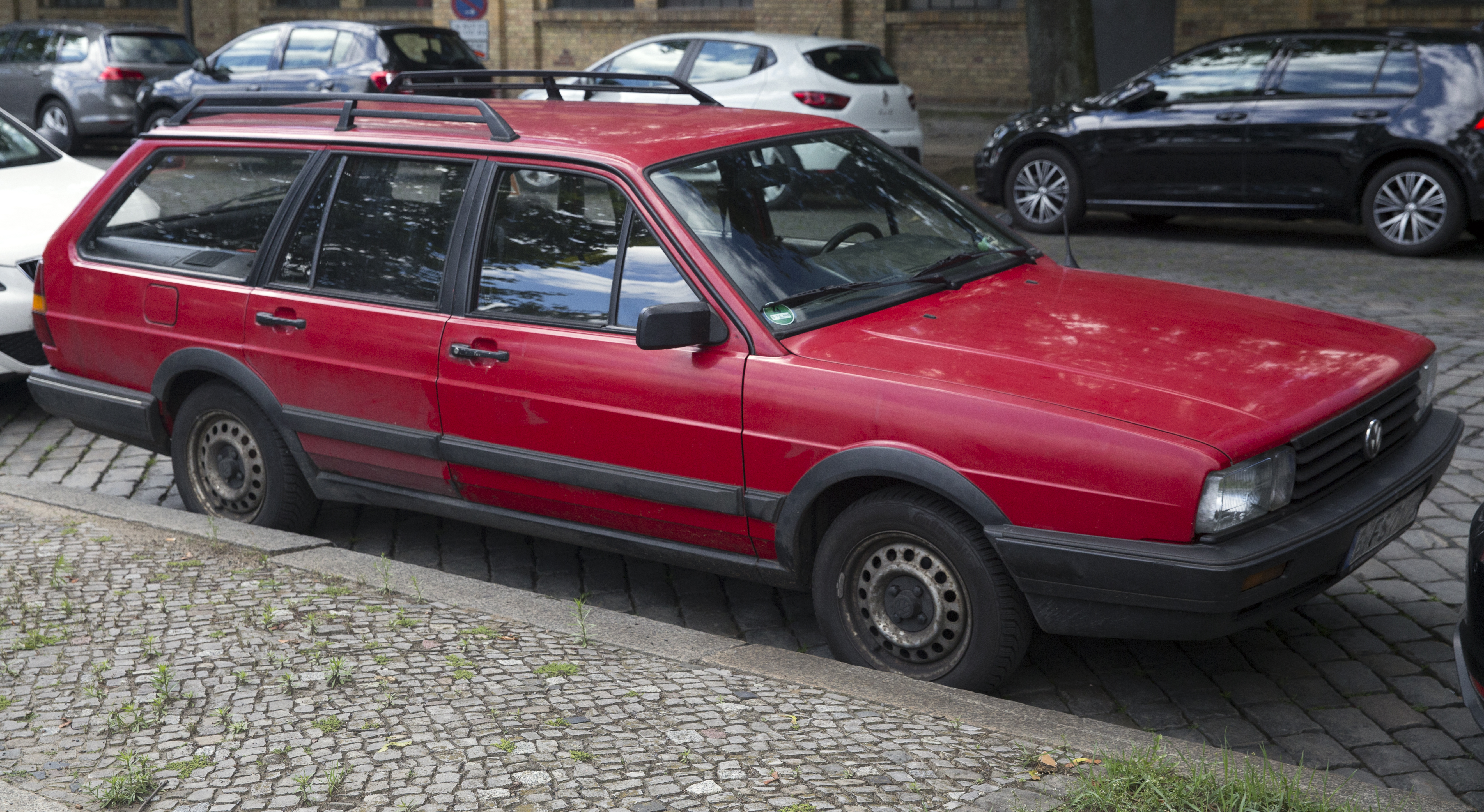
Passat Variant GT pós-facelift (Alemanha)
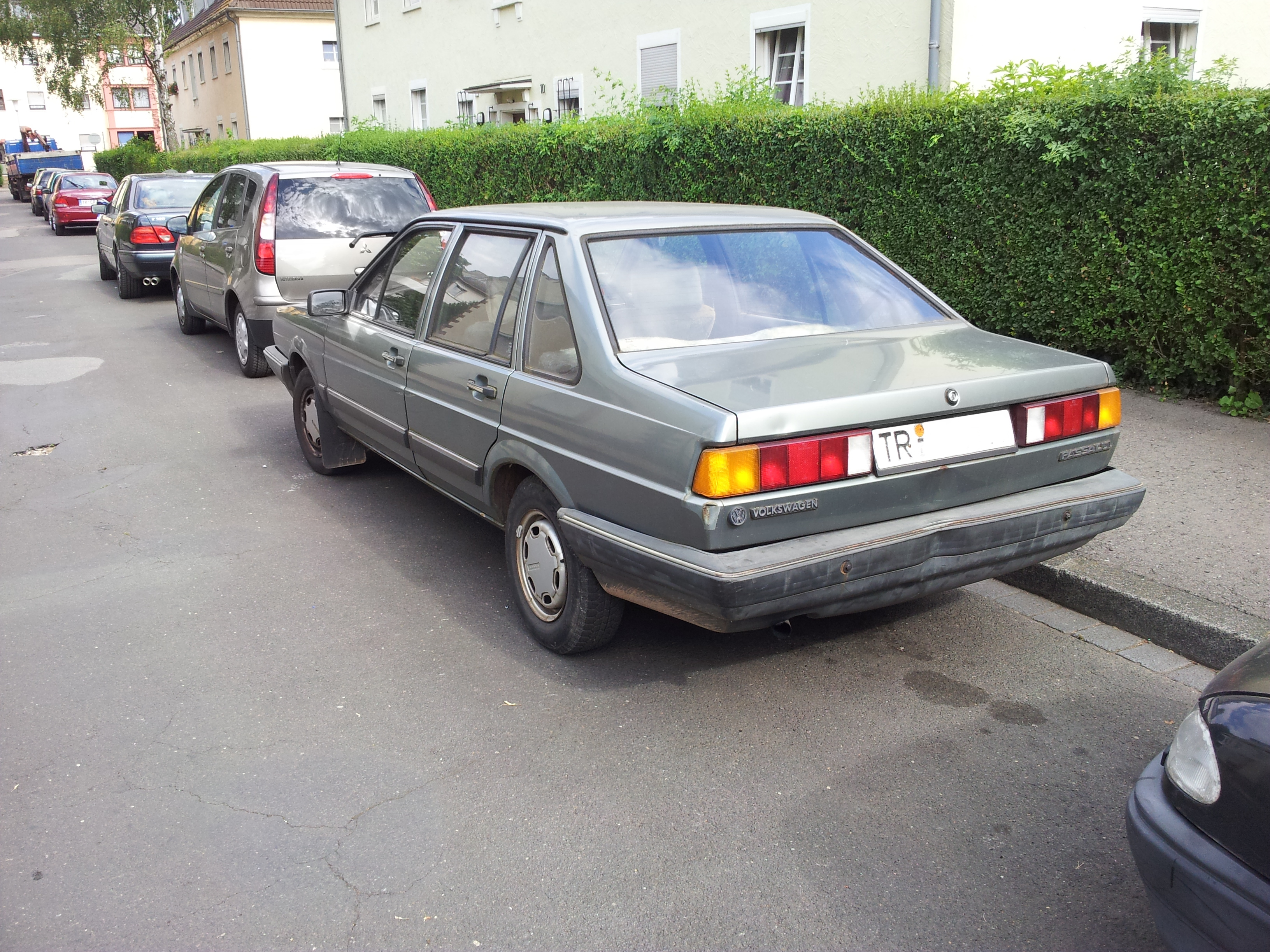
Passat CL sedan - após o facelift, o emblema "Santana" não foi mais usado nos sedãs

## Quantum (EUA)
Nos Estados Unidos (esta geração não foi vendida no Canadá), o Passat/Santana foi comercializado como Volkswagen Quantum a partir do ano modelo de 1982. O modelo federalizado foi, como é típico, equipado com para-choques muito maiores e faróis de feixe selado, bem como luzes de marcação laterais. Vários controles de emissão também aumentaram o peso geral dos carros. Os complementos aumentaram a resistência ao vento do Quantum para o coeficiente de arrasto de Cd = 0,41. O Quantum estava disponível em formas de hatchback de três portas (comercializado como um "Coupe" e, consequentemente, equipado com um spoiler traseiro), sedã de quatro portas e perua. O hatchback de cinco portas nunca foi comercializado nos EUA e o hatchback de três portas foi descontinuado após menos de dois anos. Havia um modelo padrão e uma opção GL disponível, que adicionou vidros elétricos, travas e espelhos, bem como encostos de cabeça traseiros, controle de cruzeiro e outros extras. O motor de cinco cilindros de 2,1 litros foi introduzido em 1983 como Quantum GL-5. A perua Syncro só era oferecida com esse motor.
O motor original usado no Quantum era o 1.7 litros de quatro cilindros em linha também usado em muitos outros Volkswagen e Audi (assim como no Dodge Omni/Plymouth Horizon); não havia opção a diesel no início. O 1.7 com injeção eletrônica produz 75 cv a 5.000 rpm e era acoplado à transmissão 4+E de alta marcha ou a uma automática de três marchas. Embora extremamente eficiente em termos de combustível em velocidades constantes de rodovia, a engrenagem alta significava que o motor um tanto quanto fraco tinha que trabalhar duro na maioria das condições americanas e a economia de combustível do mundo real não era impressionante em testes de época. Isso mudou com o ano modelo de 1983, quando a versão GL-5 de 2.1 litros e cinco cilindros foi adicionada à linha (deslocando 2144 cc, isso era geralmente chamado de "2.2" no material promocional da Volkswagen). O motor turbodiesel foi mencionado como prestes a ser introduzido no catálogo de 1983, mas não seria colocado à venda por cerca de mais dois anos. O 1.7 foi descontinuado no final deste ano, em favor da versão 1.8 litro do mesmo motor da Volkswagen com 89 cv a 5.500 rpm (disponível apenas no Quantum Wagon). Para 1985, o prometido turbodiesel 1.6 litro com 68 cv a 5.500 rpm foi adicionado ao sedã GL e o motor a gasolina de cinco cilindros foi ampliado para 2,2 litros e 111 cv a 5.500 rpm. Para 1986, apenas o sedã Quantum GL de cinco cilindros permaneceu disponível. Para 1987, o Quantum recebeu faróis compostos de estilo europeu e a perua fez um retorno, agora equipado como GL Sedan, mas também disponível com o sistema de tração integral Syncro. A linha permaneceu inalterada para 1988, o último ano do Quantum à venda.

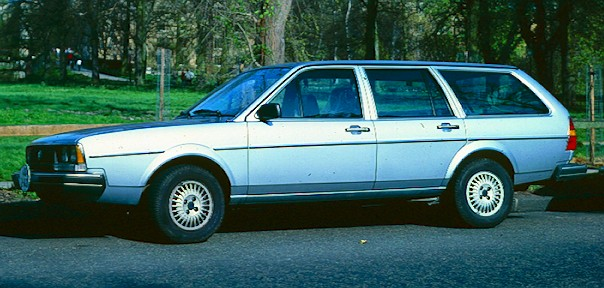
Volkswagen Quantum GL Wagon 1982–1985
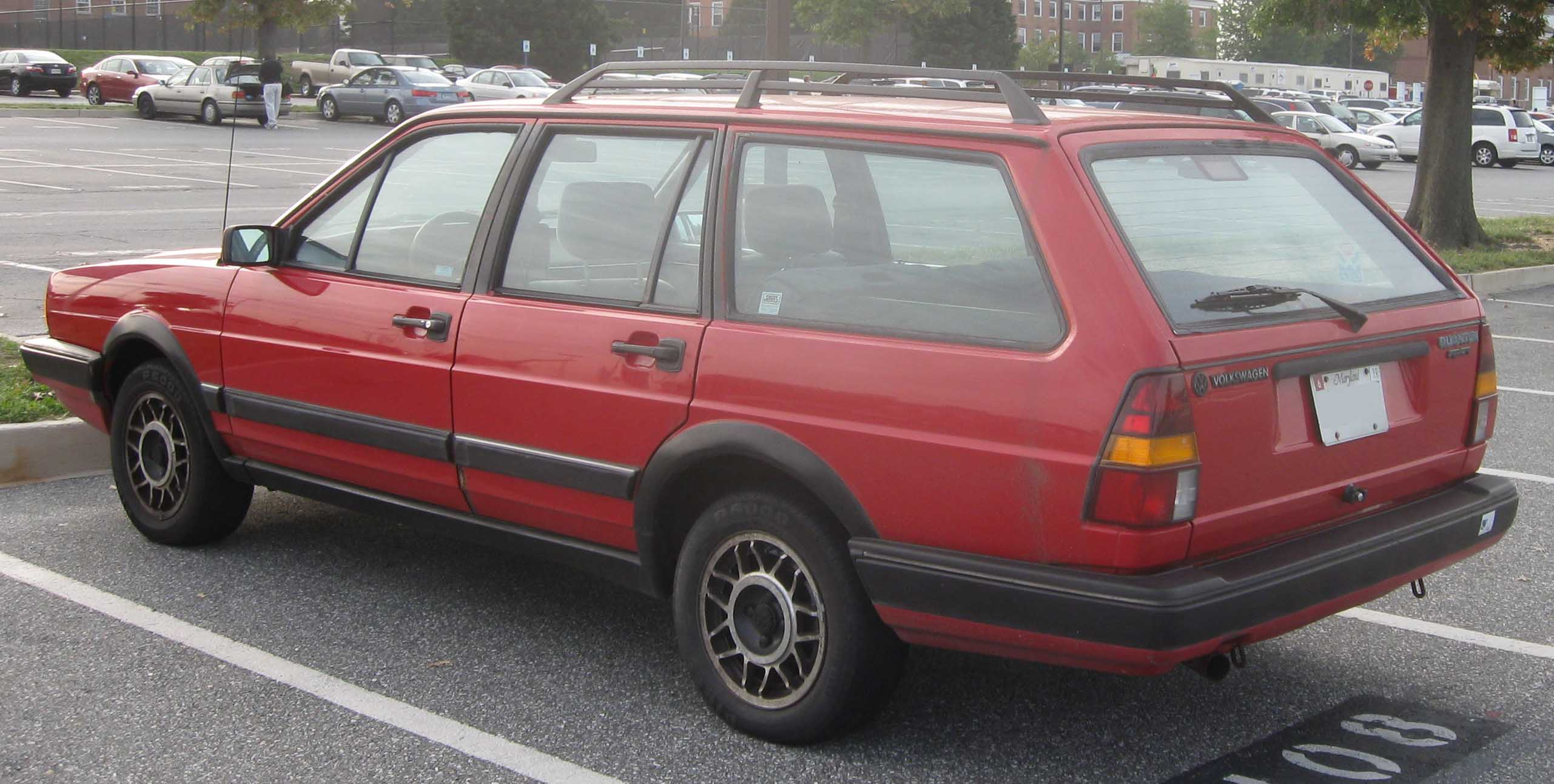
Volkswagen Quantum Wagon, modelo pós-facelift